# João Carvalho
Pour les articles homonymes, voir Carvalho.
João António Antunes Carvalho, abrégé João Carvalho, né le 9 mars 1997 à Castanheira de Pera, est un footballeur portugais. Il évolue au poste de milieu de terrain à  l'Olympiakós.

## Carrière

### En club
Le 11 janvier 2015, Carvalho fait ses débuts en faveur du Benfica B.
Le 5 décembre 2017, il fait ses débuts en Ligue des champions, en disputant un match face au FC Bâle.
Le 14 juin 2018, il rejoint le club anglais de Nottingham Forest.
Le 29 janvier 2022, il rejoint le club grec de l'Olympiakos le Pirée.

### En sélection
Avec les moins de 17 ans, il participe au championnat d'Europe des moins de 17 ans en 2014. Lors de cette compétition, il joue quatre matchs. Le Portugal s'incline en demi-finale face à l'Angleterre.
Avec les moins de 19 ans, il participe au championnat d'Europe des moins de 19 ans en 2016. Lors de cette compétition, il joue quatre matchs, délivrant une passe décisive face à l'Allemagne en phase de groupe. Le Portugal s'incline en demi-finale face à la France.
Il dispute ensuite avec les espoirs le championnat d'Europe espoirs en 2017. Lors de cette compétition, il joue deux matchs, contre la Serbie et l'Espagne.

## Palmarès
Benfica Lisbonne
- Vice-champion du Portugal en 2018.

 Olympiakós
- Champion de Grèce en 2022.
- Vainqueur de la Ligue Europa Conférence en 2024.